# Euhirudinea
A infraclasse Euhirudinea pertence a subclasse Hirudinea. Possui 2 ordens: Arhynchobdellida e Rhynchobdellida. São as verdadeiras sanguessugas, com ventosas posterior e anterior, celoma reduzido e sem septos.